# Walpertskirchen
Walpertskirchen est une commune de Bavière (Allemagne), située dans l'arrondissement d'Erding, dans le district de Haute-Bavière.

## Quartiers
Walpertskirchen, Blumthal, Deuting, Graß am Holz, Graß beim Bartl, Hallnberg, Hof am Hammer, Holzstrogn, Kapfing, Kolbing, Kuglern, Neufahrn, Niederhof, Oberhof, Operding, Radlding, Ringelsdorf, Schwabersberg, Urtl, Walpertskirchen, Wattendorf und Windshub.